# Daniela Bobadilla
Daniela Bobadilla (Cidade do México, 4 de abril de 1993) é uma atriz mexicana. Mudou-se muito cedo com sua família para o Canadá. trabalhou até 2014  ao lado de Charlie Sheen na série Anger Management.

## Início da vida e carreira
Bobadilla nasceu na Cidade do México , México , em 1993, e depois se mudou com sua família para o Canadá , primeiro aNorth Vancouver , British Columbia e, em seguida, para a vizinha Coquitlam. Ela mostrou uma aptidão para executar em uma idade precoce, e também levou a patinação artística lições para quatro anos. Enquanto frequentava Summit Middle School, ela tomou-se agir com departamento de teatro da escola e, em seguida, com o Theatrix Youththeatre Society. Bobadilla passou a atuar em várias produções, incluindo Fiddler on the Roof como Chava, High School Musicalcomo Gabriella Montez, e O Mágico de Oz como Dorothy. Para os próximos anos, ela treinou em cantar, atuar e dançar. Descoberto por seu agente de talentos canadense em uma classe vitrine atuação, Daniela começou a fazer testes para ambos os papéis de televisão e cinema, enquanto participava da Escola Secundária Mata Heritage.
Em 2008 ela ganhou o título de Port Moody Idol e mantido ocupado com seus estudos até que ela foi descoberta mais uma vez pelo mexicano comediante / American George Lopez. Após rodadas de audições Daniela acabou sendo escalado como filha de George no filme Warner Brothers / Nickelodeon "Mr. Troop Mom ", também estrelado por Jane Lynch. Pouco depois ela fez suas estréias TV no Vancouver disparou na série CW ' "Smallville" e "Supernatural".
Depois de ver o sucesso de "Mãe Mr.Troop" nos Estados Unidos, Daniela trabalhou duro para convencer seus pais a dar um salto de fé e buscar um futuro em Los Angeles. Com a ajuda de seus mentores artísticos, Ann e George Lopez, Daniela foi apresentado a um Gerente de Hollywood bem conhecida e assinou com uma das três principais agências de talento no mundo, Internacional Creative Management (ICM).
Em janeiro deste ano, Daniela e seus pais fez a mudança para Los Angeles para prosseguir a sua carreira de ator em tempo integral. A fim de ter mais tempo para testes e trabalhar Daniela acelerou seus estudos e lhe deram California High School Diploma aos 16 anos de idade. Depois de quatro meses de trabalho duro, Daniela foi capaz de levá-la O-1B Visa, uma autorização de trabalho aberta reservados para os artistas de "Capacidade extraordinária".
Uma vez capaz de trabalhar, Daniela rapidamente reservado seu primeiro papel de liderança dos EUA no próximo filme da vida "encontra-se em Plain Sight" também estrelado por Rosie Perez, Martha Higareda e Chad Michael Murray. No filme ela interpreta a versão mais jovem do personagem Martha, a 13-year-old adolescente cego. Em preparação para seu papel, ela foi enviada para o Instituto de Los Angeles para Cegos para pesquisar a vida como uma pessoa com deficiência visual, incluindo aprender a ler Braille e tocar piano. Ela trabalhou em um episódio da série 20th Century Fox "Lie to Me", contracenando com Tim Roth.
Daniela joga recentemente a filha da família McCaffrey em um Canal filme original Hallmark que estreou 22 de outubrofantasma de Oliver , estrelado por Martin Mull. Foi anunciado em 15 de fevereiro de 2012 que ela vai jogar a 13-year-oldobsessivo-compulsivo filha de Shawnee Smith e terapeuta pouco ortodoxo de Sheen em Anger Management on FX noEstados Unidos , CTV no Canadá e na TBS na América Latina . Por representante de Bobadilla, que era, na verdade,George Lopez , que fez a introdução depois que a atriz estrelou com a ex-apresentador de fim de noite no filme de TV de 2009, o Sr. Troop Mom. Em 2013, Bobadilla interpretou o personagem principal, Heather na " filme da vida ", o Pacto de batota. O filme era sobre um grupo de estudantes que contratam uma garota inteligente para levar seus SATs para eles quando não conseguir uma boa pontuação. A fim de entrar em uma boa universidade que precisavam de um resultado perfeito.
Em 2015, foi anunciado que Bobadilla seria jogar um dos personagens principais da Lifetime filme original, " Perfeito alta ", que estreou em 27 de junho Bobadilla jogou Riley Taft no filme com " Bella Thorne ", " Israel Broussard " e " Ross Butler ".O filme era sobre um grupo de crianças do ensino médio que tomam medicamentos prescritos para obter alta e que, eventualmente, leva-os a dependência de heroína.

## Filmografia
| Ano  | Título                         | Personagem   | notas       |
| ---- | ------------------------------ | ------------ | ----------- |
| 2012 | Talvez amanhã                  | Jessica      | Filme curto |
| 2012 | Rosita Lopez para o presidente | Rosita Lopez | Filme curto |
| 2015 | Dia Nacional de Assinatura     | Mary Beth    |             |
| 2015 | coração Texas                  | Alison       |             |
| 2015 | A estrada é para Gamblers      | Rosa         |             |
| 2016 | Odioso                         | Gina         |             |

| Ano       | Título                             | Personagem          | notas                                |
| --------- | ---------------------------------- | ------------------- | ------------------------------------ |
| 2009      | Smallville                         | Adolescente Fanatic | Episódio: "Infamous"                 |
| 2009      | Mr. Troop Mom                      | Naomi Serrano       | Filme de TV                          |
| 2010      | Sobrenatural                       | Sydney Frankle      | Episódio: "A carne Swap"             |
| 2010      | Encontra-se em Plain Sight         | Sofia jovem         | Filme de TV                          |
| 2010      | Minta para mim                     | Deedee Fletcher     | Episódio: "The Royal Nós"            |
| 2011      | O fantasma de Oliver               | Jenny McCaffrey     | Filme de TV                          |
| 2012      | Desperate Housewives               | Marisa Sanchez      | 2 episódios                          |
| 2012      | Acordado                           | Emma                | 6 episódios                          |
| 2012-2014 | Tratamento de Choque               | Sam Goodson         | Série regular; 55 episódios          |
| 2012      | Emily Owens, MD                    | Payson Sorriano     | Episódio: "Emily and ... o Outbreak" |
| 2013      | Do balde & Skinner Epic Adventures | Danielle Smith      | Episódio: "Epic Copycat"             |
| 2013      | Horário de pico                    | Dara Laramie        | Episódio: "Big Time Cameo"           |
| 2013      | O Pacto Cheating                   | Heather Marshall    | Filme de TV                          |
| 2014      | The Night Shift                    | Nina                | Episódio: "Blood Brothers"           |
| 2015      | Mães da Noiva                      | Jenna Lobo          | Filme de TV                          |
| 2015      | perfeito alta                      | Riley Taft          | Filme de TV                          |
| 2016      | O meio                             | Lexie               | Episódio: "O Rush"                   |